# Кудров, Валентин Михайлович
Валентин Михайлович Кудров (14 июня 1932 — 20 июля 2022) — советский и российский экономист. Лауреат Государственной премии СССР в области науки 1977 г.
В 1954 г. окончил экономический факультет МГУ по специальности «политическая экономия» и стал младшим научным сотрудником НИЭИ Госплана СССР. В 1964 г. защитил
кандидатскую диссертацию.
В 1967 г. возглавил сектор международных экономических сопоставлений ИМЭМО. В 1968 стал доктором экономических наук. В 1975—1979 зав. сектором экономических проблем научно-технического прогресса ИМЭМО. Входил в состав авторов коллективной монографии ИМЭМО под редакцией академика Н. Н. Иноземцева «Политическая экономия современного монополистического капитализма», т. 1-2, 1970, удостоенной Государственной премии СССР.
С 1979 работал в Институте США и Канады, затем до 2004 г. в Институте Европы РАН на должности руководителя центра международных экономических сопоставлений.
В 2004 перешёл в «Высшую школу экономики» на должность профессора кафедры мировой экономики факультета мировой экономики и мировой политики. Работал в Московском институте международного бизнеса при Всероссийской академии внешней торговли Министерства экономического развития РФ в должности профессора.
Область научных интересов: мировая и отечественная экономика, международные экономические отношения, социально-экономические модели, сравнительные экономические показатели.
Является автором 13 монографий и 350 статей по экономике. Индекс РИНЦ 20.

## Монографии
- Национальный доход Англии в послевоенный период. — М.: Соцэкгиз, 1961. — 171 с.
- Статистика национального дохода США : (История, источники, методы, сравнения). — М.: [Статистика], 1966. — 196 с.
- Некоторые проблемы международных сопоставлений основных производственных фондов и их «отдачи». — М., 1970. — 20 с.
- Экономическое соревнование двух мировых систем и десятая пятилетка. — М.: Знание, 1976. — 46 с. — (Б-чка «Актуальные вопросы экономической политики КПСС на современном этапе»).
- Кудров В. М. Крах советской модели экономики — М.: Наука, 2000
- Кудров В. М. Советская экономика в ретроспективе — М.: Наука, 2003
- Кудров В. М. Россия и мир — М.: Алетейя, 2010
- Кудров В. М. Мировая экономика — М.: Юстиц-Информ, 2018
- Кудров В. М. Международные экономические сопоставления и проблемы инновационного развития — М.: Юстиц-Информ, 2018